# Jugendfilmcamp Arendsee
Das Jugendfilmcamp Arendsee ist ein jährlich von der YouVista UG organisiertes Camp für Film- und Medieninteressierte junge Menschen von 12 bis 27 Jahren, in dem über den Zeitraum von 11 Wochen mehrere Kurzfilme in jeweils einer Woche von der Idee bis zur Postproduktion in kleinen Teams mit professioneller Begleitung umgesetzt werden.

## Entstehung
Das mehrfach preisgekrönte Jugendfilmcamp wurde im Sommer 2014 vom Schauspieler Norman Schenk in Arendsee (Altmark) gegründet. Anfangs wurde es noch im alten Campingkino der Stadt durchgeführt, musste aus Platzgründen aber bereits im Jahr 2016 auf ein größeres Gelände wechseln. Ein ehemaliges Ferienlager ist seitdem das Zuhause und wird von bis zu 600 Jugendlichen aus ganz Europa jährlich besucht.
Die Dozenten sind in der künstlerischen Praxis als auch in der Ausbildung tätig und haben schon bei bekannteren Filmen und Serien mitgewirkt, unter anderem Inglourious Basterds, Der goldene Handschuh, The First Avenger: Civil War, Babylon Berlin, uvm.
Seit dem Jahr 2018 gibt es, neben dem Jugendfilmcamp Classic für Jugendliche ab 16 Jahren, auch das Jugendfilmcamp Starter für Kinder im Alter von 12 bis 15 Jahren. Im Jahr 2020 wurde erstmals ein eigenes Camp für Erwachsene ab 30 Jahren durchgeführt.
Zwischen April und Mai 2020 wurde, aufgrund der COVID-19-Pandemie in Deutschland und den damit verbundenen Maßnahmen, einmalig das Jugendfilmcamp Online in Zusammenarbeit mit der Friedrich-Ebert-Stiftung durchgeführt. Hierbei bestand die Möglichkeit, unter Anleitung von Dozenten eigene Filme als Zeitzeugnisse in Teamarbeit von zuhause aus zu produzieren.

## Kurse
Mit dem Wachstum der Teilnehmerzahlen wurde ein immer größeres Kursangebot erstellt, anfangs bestehend aus Regie, Kamera/Ton/Schnitt und Schauspiel. Heute sind eine Vielzahl an Kursen zu belegen: Regie, Kamera/Ton/Schnitt, Schauspiel, Dokumentarfilm, Drehbuch, Filmmusik & Songwriting und Lichtgestaltung, Filmmontage/Schnitt, Fotografie, Sound Design, Szenenbild, Stunt & Action und Visual Effects (VFX).

## Teilnehmer

### Dozenten
- Tom Mikulla (Schauspiel, Regie)
- Rüdiger Krause (Filmmusik/Songwriting)
- Tanja de Wendt (Stunt & Action)
- Prof. Bernd Guhr (Regie, Schauspiel)
- Ryan Lewis (Visual Effects)
- Matthias Poppe (Regie, Schauspiel)
- Prof. Ulf Manhenke (Regie, Schauspiel)
- Christiane Wittenborn (Drehbuch)
- Jörn Steinhoff (Kamera/Ton/Schnitt)
- Roy Fochtman (Kamera/Ton/Schnitt)
- Michael Bornhütter (Stunt & Action)
- Astrid Lehmann (Film Make-up & Maskenbild)
- Tilman Eitner (Kamera/Ton/Schnitt, Schauspiel, Dokumentarfilm)
- Nikita Romanov (Kamera/Ton/Schnitt)
- Lili Krasteva (Lichtgestaltung, Kamera/Ton/Schnitt, Regie)
- Martin Mai (Kamera/Ton/Schnitt)
- Konstantin Ness (Szenenbild)
- Giovanni Zeitz (Technische Leitung, Kamera/Ton/Schnitt)
- Norman Schenk (Leitung)[11]
- Laura Schuhrk (Schauspiel, Drehbuch)
- Abraham Nielebock (Schauspiel, Drehbuch, Regie)
- Pascal Hempel (Kamera/Ton/Schnitt)
- Don Diego Knittel (Kamera/Ton/Schnitt)
- Dominik Ziegenhagel (Kamera/Ton/Schnitt)

### Teilnehmer
- Elias Eisold
- Bjarne Meisel
- Sarah Buchholzer
- Jonas Martens
- Suri Abbassi

## Filmfestival
Das Filmfestival Arendsee findet seit Jahren immer am Samstag der letzten Campwoche statt. Es werden aus allen eingereichten Filmen die besten ausgewählt, die die Auszeichnung Perle der Altmark erhalten. Seit 2018 gibt es die Kategorien Publikumspreis, Bester Schauspieler, Beste Schauspielerin, Dokumentarfilm, Beste Kamera und Bester Film.
Nach 2021 setzte das Filmfestival für zwei Jahre aus, bis es 2024 wieder stattfand und unter anderem von Camp-Teilnehmern organisiert und moderiert wurde. Unter den eingereichten Classic- und Starter-Filmen aus dem Camp wurden mehrere mit einer Perle der Altmark ausgezeichnet.

## Soziale Projekte
- 2018: Gymnasiasten schnuppern Studioluft[14]
- 2019: Müllsammeln am Arendsee[15]

## Sponsoring und Unterstützung
Pate des Jugendfilmcamps ist Tom Wlaschiha, die Lichttechnik wurde unter anderem durch Lili Krasteva von Dedo-Weigert-Film gesponsert.